# 高柳真三
高柳 真三（たかやなぎ しんぞう、1902年（明治35年）5月12日 - 1990年（平成2年）1月4日）は、日本の法制史学者、東北大学名誉教授。「高柳眞三」とも表記される。

## 経歴
石川県金沢市出身。1919年石川県立金沢第一中学校（現石川県立金沢泉丘高等学校）卒業。1922年旧制第四高等学校、1925年東京帝国大学法学部卒業（恩師：中田薫 ）。1925年東北帝国大学法文学部助手、1927年同助教授、1941年、東北帝国大学法文学部教授。1949年宮城県女子専門学校 (旧制）校長。1951年東北大学教養部長。1952年9月「明治家族法史」にて東北大学にて法学博士受く。1958年、東北大学法学部長。1966年、定年退官、名誉教授、岩手県立大学盛岡短期大学部学長。1973年同退官。仙台法経専門学校副校長。1975年東北学院大学法学部教授。1976年、日本学士院会員。1980年東北学院大学退職、日本法制史が専門。
中川善之助が急逝した際は、後任の斎藤秀夫就任までの間、仙台法経専門学校の校長代行を兼任した。

## 著書
- 明治初年に於ける家族制度改革の一研究 妾の廃止 巌翠堂書店 1941
- 徳川時代刑法の概観 司法省調査部 1942（司法資料）
- 日本法制史 第1-2 1949-65（有斐閣全書）
- 明治前期家族法の新装 有斐閣 1987.8
- 江戸時代の罪と刑罰抄説 有斐閣 1988.12
- 高柳真三遺文集 追想のために / 高柳洋吉編 1991.11

## 共編著
- 御触書集成 第1-5 石井良助共編 岩波書店 1934-41
- 法学概論 柳瀬良幹共編 1962（角川全書）

## 記念論集
- 幕藩国家の法と支配 高柳真三先生頌寿記念 大竹秀男,服藤弘司編 有斐閣 1984.4